# Courant biphasé

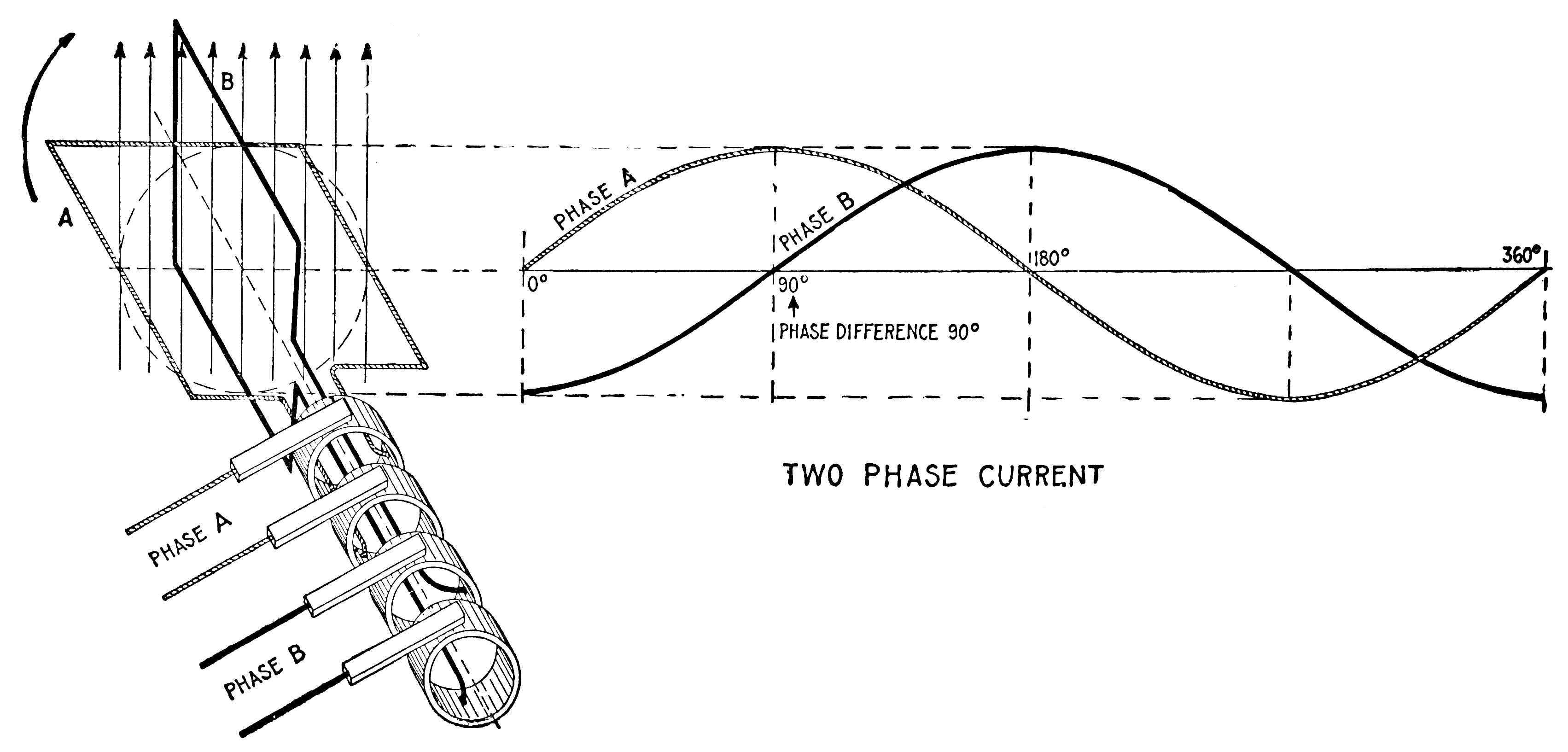
Diagramme simplifié d'une machine diphasée.

Le système biphasé est un système polyphasé de tensions électriques alternatives généralement sinusoïdales comportant deux phases.

## Définitions

### Biphasé et dérivé
Dans un système biphasé proprement dit, les deux tensions sont de même fréquence, d'amplitudes égales et de signes contraires : elles sont en opposition de phase (déphasées entre elles de 180° ou π radian).
Ces tensions peuvent être obtenues, par exemple, par rapport au point milieu du secondaire d'un transformateur électrique monophasé : les deux tensions ainsi obtenues forment un système biphasé.
Un système hexaphasé (à six phases décalées de π/3 radians) peut être obtenu à l'aide de trois transformateurs de ce type alimentés par trois tensions issues d'un système triphasé.

### Diphasé
Le système diphasé est un système également à deux phases de même fréquence et de mêmes amplitudes, cependant ces deux phases ne sont plus en opposition, mais en quadrature (déphasées entre elles de 90° ou π/2 radians),. Des systèmes diphasés ont pu être utilisés (ou sont encore utilisés) grâce à des distributions à trois ou quatre fils : quatre fils fournissant deux tensions en quadrature indépendantes ou trois fils avec un point commun.

## Applications

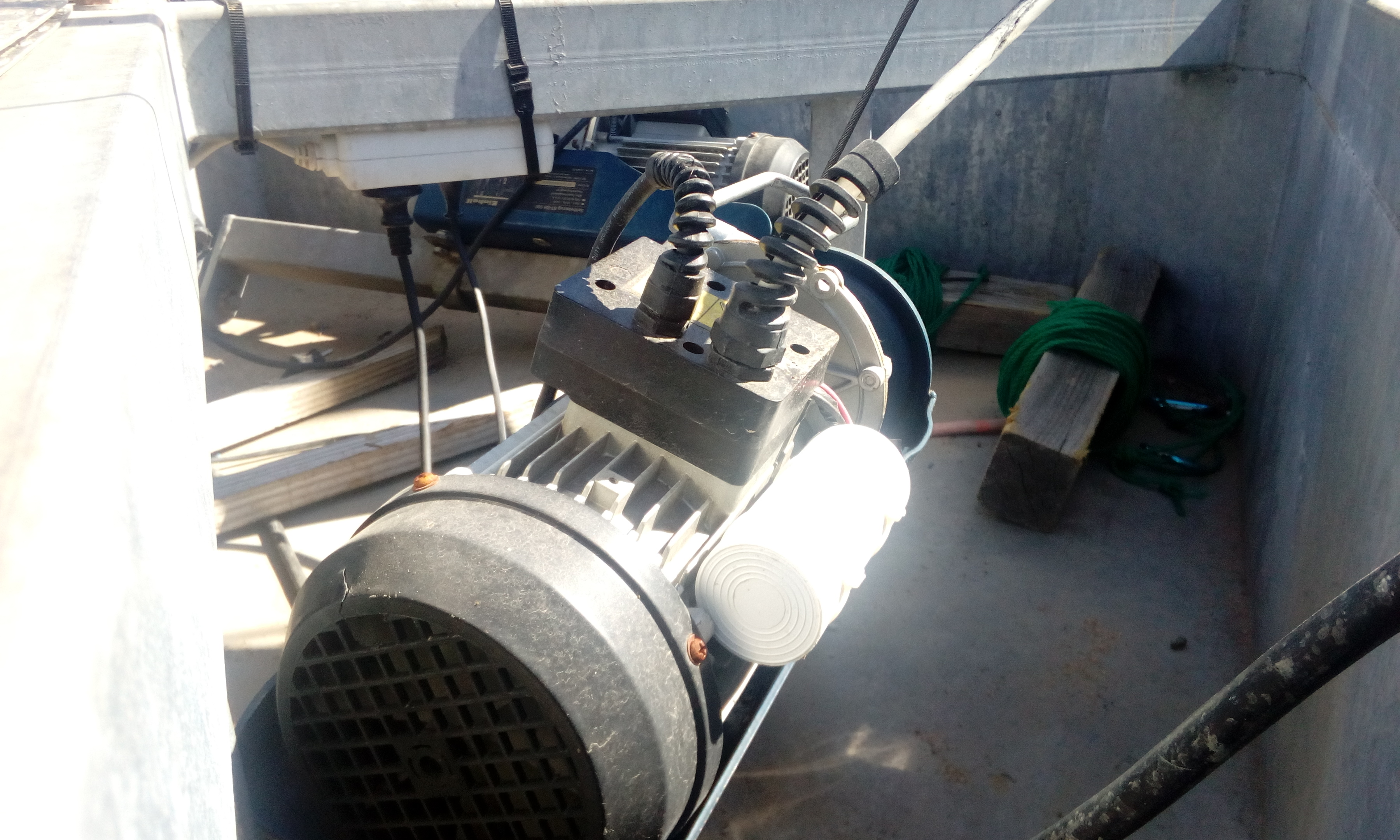
Palan électrique monophasé avec moteur diphasé et son condensateur.

### Machines électriques

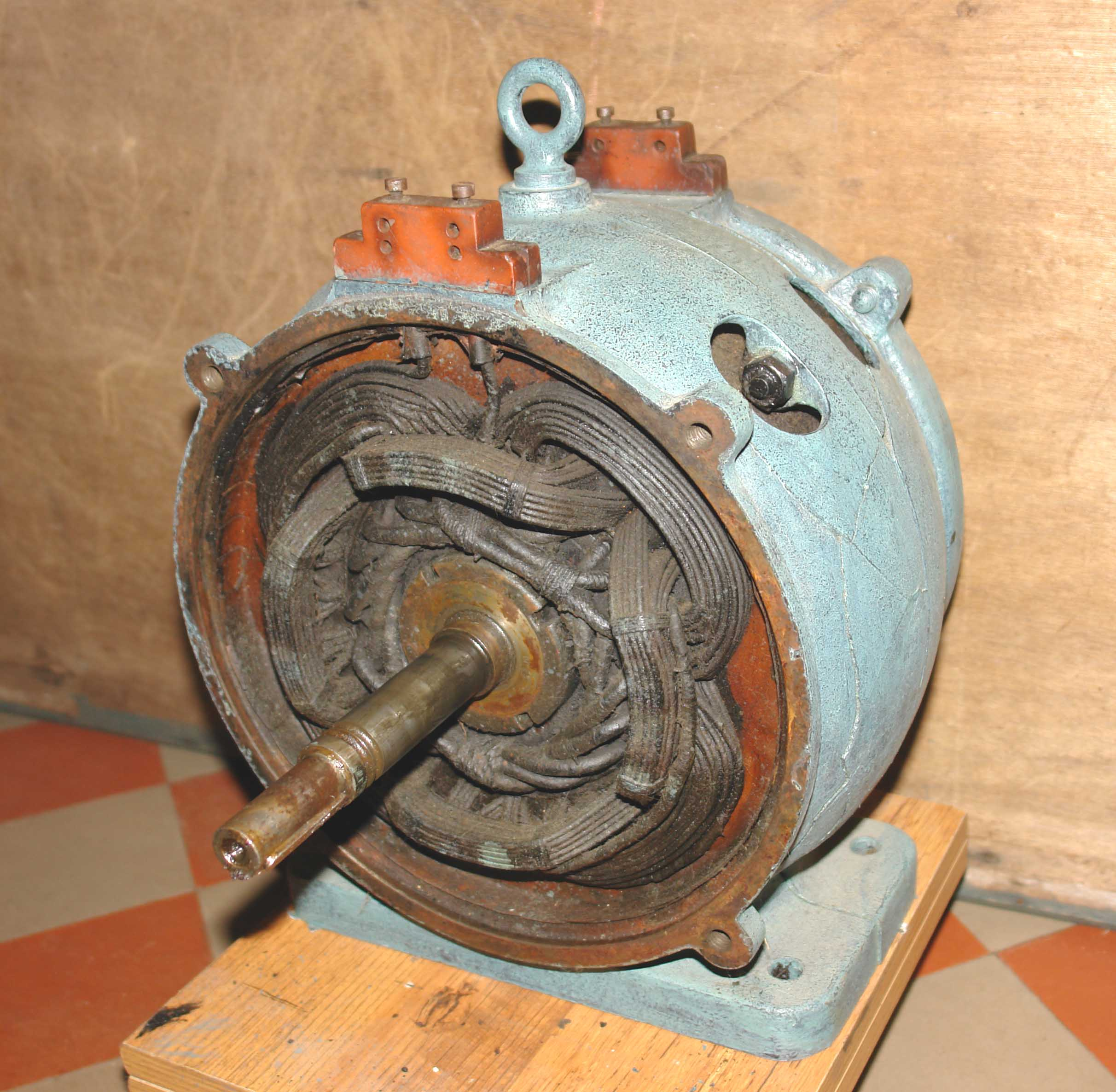
Intérieur d'un moteur à courant alternatif asynchrone diphasé, R. Alioth et Cie, numéro 1042 (1891).

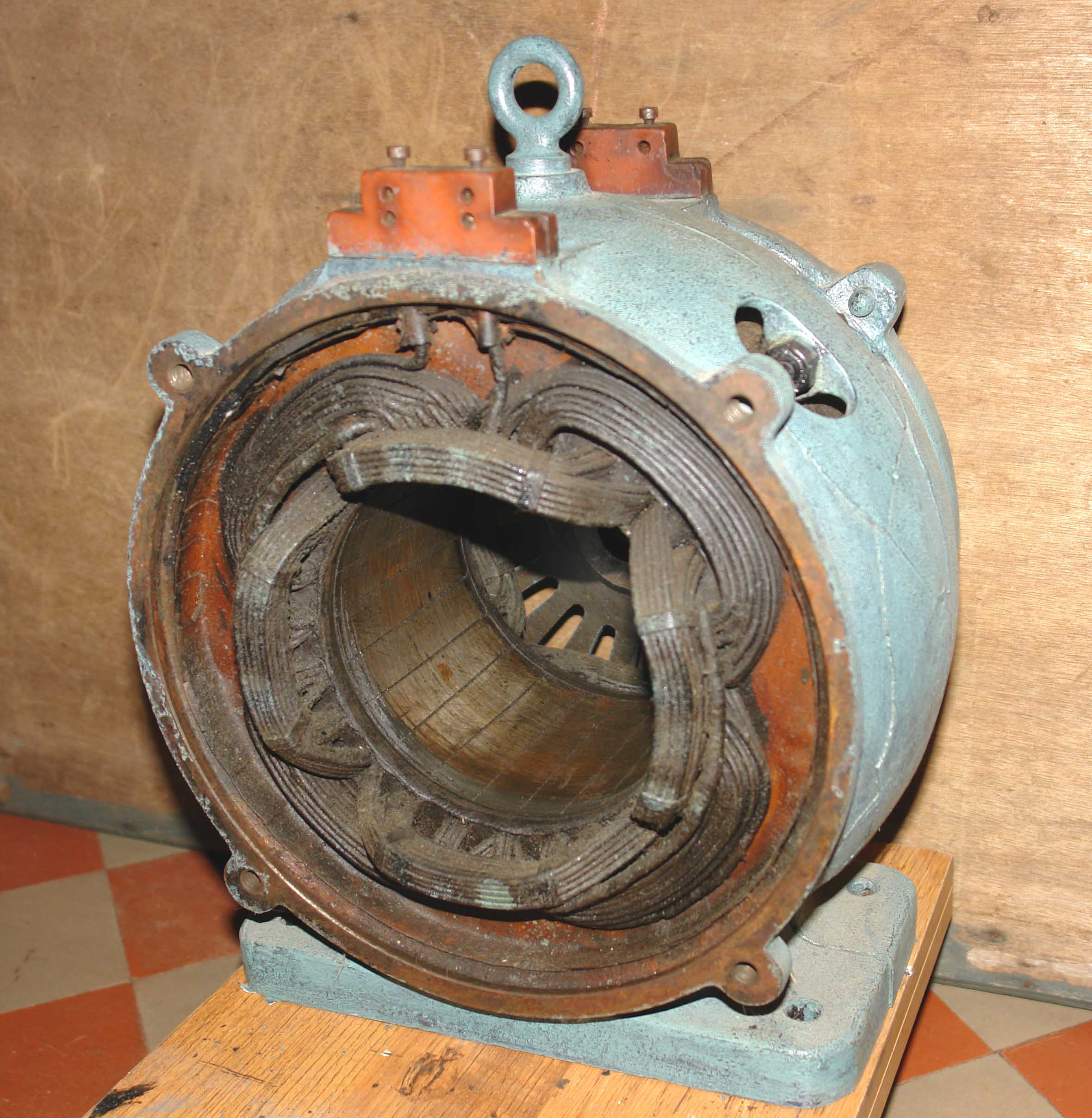
Le stator, 4 paires de pôles.
Les deux borniers de raccordement.

Des machines électriques, en particulier asynchrones diphasées, ont été construites à la fin du XIXe siècle et au début du XXe siècle, dans les débuts des réseaux électriques alors que les réseaux triphasés étaient encore peu répandus.
De nos jours, les réseaux biphasés sont très rares, le diphasé artificiel est alors utilisé pour le démarrage des moteurs asynchrones monophasés : le moteur comporte deux enroulements dont l'un est alimenté par une tension déphasée de π/2 par l'intermédiaire d'un condensateur.
De nombreux moteurs électriques sont construits de telle sorte qu'ils peuvent être utilisés avec des alimentations diphasées, souvent générées électroniquement (par exemple le moteur pas à pas).

### Réseaux électriques
Les systèmes biphasés ou diphasés sont des systèmes de distribution de l'énergie utilisés autrefois.
On peut encore en trouver en France dans certains quartiers de Paris, dans d'anciennes installations des pays scandinaves, à la sortie des transformateurs du Royaume-Uni, et dans quelques autres cas.
La distribution biphasée (120 V, 240 V) est la règle en Amérique (Canada, États-Unis, Haïti, etc.).